# Joel Obi
Joel Chukwuma Obi (* 22. května 1991, Lagos, Nigérie), známější jako Joel Obi, je nigerijský fotbalový záložník a reprezentant, od roku 2015 hráč italského klubu Turín FC.

## Klubová kariéra
Joel Obi debutoval za Inter 29. září 2010 v Lize mistrů UEFA v základní skupině proti Werderu Brémy (konečné skóre 4-0 pro Inter). Hrál posledních 10 minut, když střídal svého spoluhráče Dejana Stankoviće.
V domácí italské lize Serie A debutoval Obi 17. října 2010 proti Cagliari Calcio, když na hřišti nahradil v 66. minutě svého spoluhráče Philipa Coutinha. Inter vyhrál zápas 1-0, trefil se kamerunský kanonýr Samuel Eto'o.
Obi poprvé nastoupil v milánském derby (proti AC Milán) 14. listopadu 2010, ale musel být střídán Philipem Coutinhem po pouhých 35 minutách kvůli zranění.
V lednu 2011 byl prodán do klubu Parma FC spolu s nigerijským spoluhráčem Nwankwo Obiora. Obi byl půjčen zpět do Interu na ½ + ½ sezóny. V lednu 2012 Inter získal jeho druhou polovinu z Parmy za poplatek cca 3,5 eur.[zdroj?]

## Reprezentační kariéra
V nigerijské reprezentaci debutoval 9. února 2011 v přátelském mezistátním zápase v Lagosu proti národnímu týmu Sierry Leone.

## Úspěchy
- Supercoppa italiana (2010)
- Coppa Italia (2011)
- Mistrovství světa ve fotbale klubů (2010)